# Göljåsagölen (Stengårdshults socken, Småland)
Göljåsagölen är en sjö i Gislaveds kommun i Småland och ingår i Lagans huvudavrinningsområde.